# Pierre Du Bois
Pierre du Bois (pron. fr. AFI: [pjɛʁ dy bwa]; Valle d'Aosta, 1430 – 1480) è stato uno storico italiano, laico e valdostano vissuto nel XV secolo.

## Biografia
Proveniente da una famiglia di commercianti installati a Aosta e a Aymavilles, Pierre du Bois diventa segretario locale di Giacomo di Challant-Aymavilles, nonché consigliere e quindi sindaco di Aosta, a partire dal 1471 e dal 1472 rispettivamente.
È autore della Chronique de la maison de Challant,  prima opera storiografica sulla Valle d'Aosta, di grande interesse anche dal punto di vista letterario. Il lavoro risulta terminato nel 1460.